# San Jose (Northern Samar)
San Jose ist eine philippinische Stadtgemeinde in der Provinz Northern Samar auf der Insel Samar. Sie hat 17.561 Einwohner (Zensus 1. August 2015), die in 16 Barangays leben. Die Gemeinde wird als teilweise urban beschrieben und gehört zur fünften Einkommensklasse der Gemeinden auf den Philippinen. Ihre Nachbargemeinden sind Bobon im Osten, Victoria im Süden und Rosario im Westen. San Jose liegt ca. 20 km westlich der Provinzhauptstadt Catarman an der Küste der Philippinensee. Dem Küstenabschnitt der Gemeinde vorgelagert liegen die kleineren Inseln Cabaungon Grande, Cabaungon Pequiño, Tandang, Pangilala, Puropangdan, Matungko und Maghungaw. Diese liegen im Natur- und Meeresschutzgebiet Biri Larosa Protected Landscape/Seascape.

## Baranggays
| - Aguadahan - Bagong Sabang - Balite - Bonglas - Da-o - Gengarog - Geratag - Layuhan | - Mandugang - P. Tingzon - San Lorenzo - Tubigdanao - Barangay North (Pob.) - Barangay South (Pob.) - Barangay East (Pob.) - Barangay West (Pob.) |  |